# Nasr athletic Hussein Dey (basket-ball)
Cet article concerne le club omnisports. Pour la section basket-ball, voir Nasr athletic Hussein Dey (basket-ball). Pour la section football, voir Nasr Athletic Hussein Dey (football). Pour la section volley-ball, voir Nasr athletic Hussein Dey (volley-ball).
Actualités
Dernière mise à jour : 12 janvier 2021.
Nasr Athletic Hussein Dey (section basket-ball), (en arabe : النصر الرياضي لحسين داي), plus couramment abrégé en NA Hussein Dey ou encore en NAHD, est l'une des nombreuses sections du Nasr Athletic Hussein Dey, club omnisports basé dans le quartier de Hussein Dey dans la Wilaya d'Alger.

## Palmarès

### Hommes
- vice championnat d'Algérie masculins : 1986
- Coupe d'Algérie (4)
  - Vainqueur : 1977, 1982, 1984, 1991.

### Dames
- 5 fois champions d'algerie de basket-ball féminines : -
- 1970, 1989, 1990, 1995 et 1996 .
- 3 fois coupe d'algerie de basket-ball féminines :
- 1989, 1990 et 1991 .
- une fois finaliste du championnat arabe des clubs champions femmes de basket-ball 1990 .